# Trochia
Trochia is een geslacht van weekdieren uit de klasse van de Gastropoda (slakken).

## Soort
- Trochia cingulata (Linnaeus, 1771)